# 에스씨엠생명과학
에스씨엠생명과학(SCM Lifescience, Inc.)는 대한민국의 세포치료제 개발 기업이다. 본사는 인천 연수구 갯벌로145번길 7-7에 위치해 있으며 대표이사는 송이다.

## 역사
2020년 6월 17일에 주관사를 한국투자증권으로 공모가 17,000원에 코스닥 시장에 상장하였다.
2025년 671만 주가량의 신주를 발행가 745원에 유상증자를 결정하였다.

## 같이 보기
- 툴젠

## 참고문헌
1. ↑  SCM생명과학, 316억 대규모 유상증자…"차입금 상환·R&D 투입", 히트뉴스, 2023년 6월 12일
2. ↑  에스씨엠생명과학, 주주에 손 벌려 빚 갚는다, 딜사이트, 2023년 6월 13일
3. ↑  에스씨엠생명과학, 툴젠과 유전자가위 줄기세포 치료제 공동 개발 소식에 상승, 서울경제, 2023년 11월 17일